# Capitole de l'État du New Hampshire
Le Capitole de l'État du New Hampshire (en anglais : New Hampshire State House) se trouve à Concord, capitale de l'État. Il est le siège des pouvoirs exécutif (gouverneur) et législatif (Chambre des représentants et Sénat) du New Hampshire. Le bâtiment est construit en 1816-1819 dans un style néo-grec par l'architecte Stuart Park.